# Johnny Vidacovich

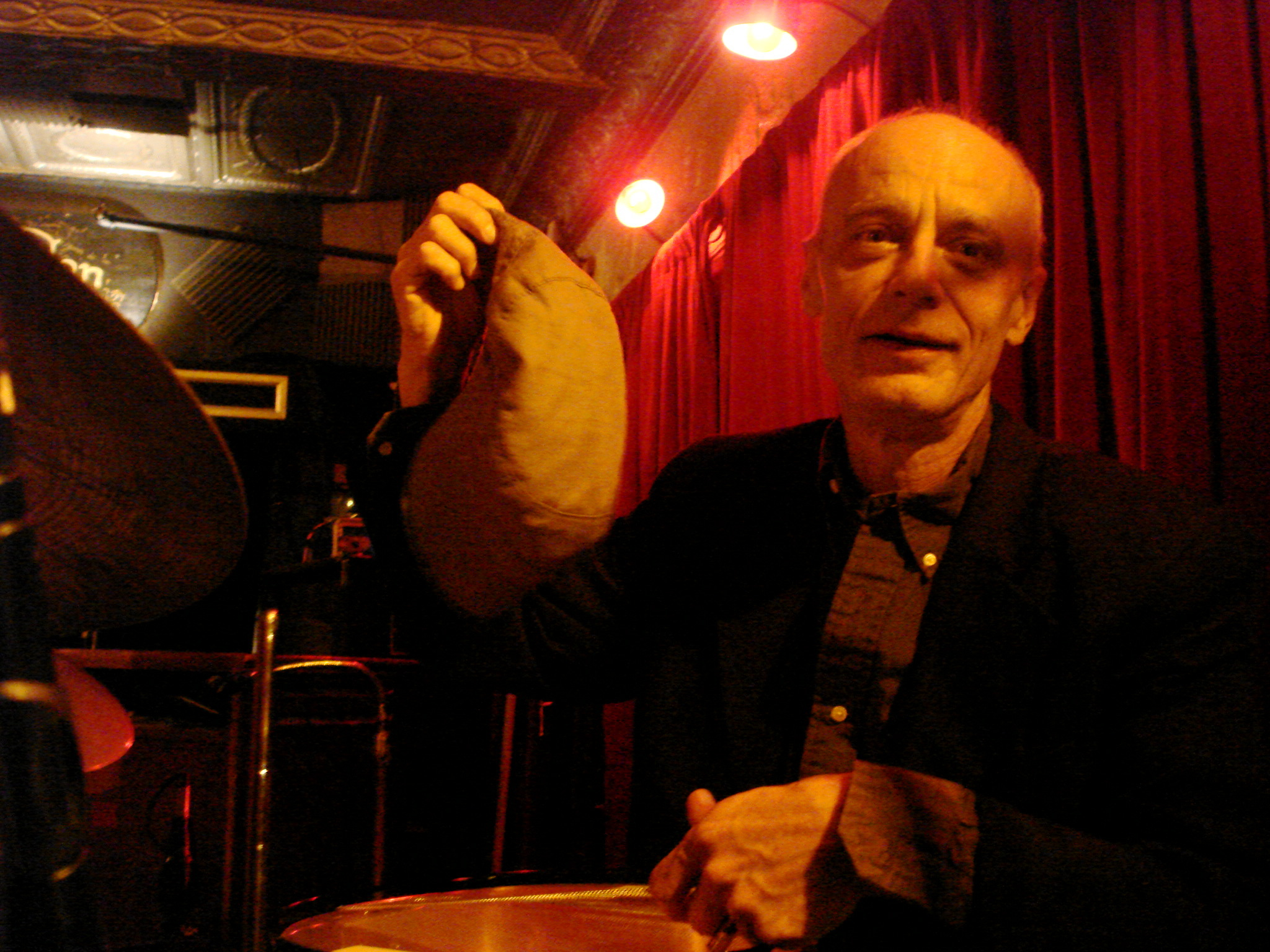
Johnny Vidacovich (2008)

John Joseph „Johnny“ Vidacovich Jr. (* 27. Juni 1949 in New Orleans) ist ein amerikanischer Jazzmusiker (Schlagzeug, Komposition). Hervorgetreten ist er besonders als Mitglied der Band Astral Project mit James Singleton, Tony Dagradi und Steve Masakowski. Er gilt als einer der besten Schlagzeuger seiner Geburtsstadt.

## Leben und Wirken
Vidacovich, der in New Orleans aufwuchs, begann im Alter von zehn Jahren, Schlagzeug zu spielen. Astral Project spielte in den späten 1970er Jahren erste Jam-Sessions im Absinthe House in der Bourbon Street, bei denen häufig auch Bobby McFerrin beteiligt war. Auftritte beim New Orleans Jazz & Heritage Festival brachten der Band begeisterte Anhänger; 1987 erschien das erste Album der Band, die auch internationale Anerkennung fand. Zudem spielte er spielte mit Größen wie Johnny Adams, Professor Longhair und Mose Allison, aber auch in der NPR-Sendung Jazz Profiles von Branford Marsalis.  Seit 1995 legte er mehrere Alben unter eigenem Namen vor. Weiterhin ist er auf Alben von Ray Anderson, Eivind Austad, Chet Baker & Christopher Mason, Willy DeVille, Rätus Flisch/Theo Kapilidis, Giorgio Gaslini, Charles Neville, Nolatet, Tony Dagradi, Lou Reed, John Scofield, Alvin Tyler und mit den Voice of the Wetlands All-Stars zu hören.
Vidacovich erhielt Big Easy Entertainment Awards ebenso wie Auszeichnungen in Offbeat und Down Beat.
Seit 1982 lehrte Vidacovich als Hochschullehrer an der Loyola University New Orleans; Schlagzeuger wie Stanton Moore, Kevin O’Day und Brian Blade gehören zu seinen Schülern.

## Diskographische Hinweise
- Mystery Street (Chebasco, 1995, mit Charlie Miller, Earl Turbinton, Eric Traub, Michael Pellera, Steve Masakowski, James Singleton)
- Banks Street (Chebasco, 1996, mit Tony Dagradi, Eric Traub, Bill Huntington, Michael Pellera, James Singleton, Harold Ray Brown, Jeffrey Meyer)
- Vidacovich (Paw Maw, 2002)
- Johnny Vidacovich, June Yamagishi & George Porter Jr.  We Came to Play (Trio, 2003)
- ’bout Time (Paw Maw, 2020)[3]
- Out Da Box (Paw Maw, 2023)[4]
- Jeff Coffin with Johnny Vidacovich, James Singleton, Tony Dagradi, Helen Gillet: Look For Water (Ear Up 2023)[5]